# 2022년 서울국제여성영화제
제24회 서울국제여성영화제는 2022년 8월에 개최된 영화제이다. 문화비축기지, 메가박스 상암월드컵경기장에서 개최되었다.

## 수상 및 후보

### 아시아단편경쟁-관객상
- 로봇이 아닙니다. - 강예솔 수상

### 아시아단편경쟁-우수상
- 각질 - 문수진 수상

### 아시아단편경쟁-최우수상
- 서울에도 오로라가 뜬다 - 이현경 수상

### BNP파리바 아시아단편 우수상
- 왼손 - 나스린 모하마드푸르 수상

### 포스트핀상
- 파기상접 - 임지수 수상
- 다큐멘터리 옥랑문화 수상작
- 콘크리트 녹색섬 - 이성민 수상

### 피치 앤 캐치 상
- 경주기행 - 김미조 수상

### 메가박스 상
- 이반리 장만옥 - 이유진 수상

### 아이틴즈 대상
- 명: 우린 같지만 달라 - 김규림 외 2명 수상

### 아이틴즈 우수상
- 사실 영화관엔 귀신이 산다 - 김나라 수상

### 발견 - 감독상
- 워터 오브 파스타사 - 이네스 T. 앨브스 수상

### 발견 - 심사위원상
- 카라히타 - 실비나 슈니처 외 1명 수상

### 발견 - 대상
- 같은 속옷을 입는 두 여자 - 김세인 수상

### 시우프상
- 이상한 레즈의 장례식 - 이은혜 수상

### 벨로시티상
- 저는 행복한데요? - 신승은 수상

### 피치 앤 캐치 관객상
- 캐리어를 끄는 소녀 - 윤심경 수상
- 아시아 단편경선
- 잘 지내고 싶지만 - 이현주
- 드레스 - 스팡팅
- 로봇이 아닙니다. - 강예솔
- 거미 - 고토 미나미
- 탑 중의 탑 - 박은새
- 빨래 - 초 슌 레 이
- 그렇고 그런 사이 - 김인혜
- 달밤 - 나가이 마나카
- 각질 - 문수진
- 쓰는 일 - 유재인
- (BLANK) - 이가은
- 뷰티퀸 - 마이라 아키노
- 소문의 진원지 - 함희윤
- 왼손 - 나스린 모하마드푸르
- 꼬마이모 - 안선유
- 서울에도 오로라가 뜬다 - 이현경
- 버킷 - 김보영
- 창 밖에 개구리가 비처럼 내리고 있다 - 마리아 에스텔라 파이소
- 나자르바지 - 마리암 타파코리
- 윤희와 보경 - 윤소영

### 아이틴즈
- 사실 영화관엔 귀신이 산다 - 김나라
- 명: 우린 같지만 달라 - 김규림 외 2명
- 하은의 영화 - 임하은
- 열네 살, 옥이 - 홍인지
- 소라소리 - 김정민
- 바라던 바다 - 도채언

### 새로운 물결
- 아 에 이 오 우 - 사랑의 빠른 철자법 - 니콜레트 크레비츠
- 그 아이는 귀족 - 소데 유키코
- 고양이들의 아파트 - 정재은
- 미래를 향해 노래 부르는 소 - 프란시스카 알레그리아
- 데카메론 - 리타 후이
- 꿈과 라디오 - 레노 데스프레스-라오스 외 1명
- 지구는 오렌지처럼 파랗다 - 이리나 실릭
- 걸스 걸스 걸스 - 앨리 하파살로
- 암사자들이 포효하는 언덕 - 루아나 바야미
- 샤를로트에 의한 제인 - 샤를로뜨 갱스부르
- 더 저스티스 오브 버니 킹 - 게이손 타벳
- 절해고도 - 김미영
- 메이데이 - 카렌 치노레
- 꼭 쥐었던 주먹 풀기 - 키라 코발렌코
- 우리는 모두 월드 페어로 간다 - 제인 쇼엔브런
- 긴 복도 - 정여름
- 구름이 드리웠다 사라졌다 - 팜 비라다
- 화광: 디아스포라의 묘 - 김소영 외 1명
- 가라오케 카페 보사 - 오다 카오리
- 어떤 곳을 중심으로 하여 가까운 곳 - 장윤미
- 서곡: 출발점 - 팜 비라다
- 시창섬에 보내는 소네트 - 팜 비라다
- 꽃을 따는 것 - 시린 세노
- 반디 - 최희서
- 러브빌런 - 이옥섭
- 사람냄새 이효리 - 이옥섭

### 퀴어 레인보우
- 아나이스 인 러브 - 샬린 부르주아-타케트
- 베스티스 - 마리옹 데세뉴-라벨
- 에스터 뉴턴이 나를 게이로 만들었다 - 진 카를로무스토
- 우리의 작고 친밀한 방 - 케테반 카파나데
- 러빙 하이스미스 - 에바 비티야-샤이데거
- 퀴어 마이 프렌즈 - 서아현
- 욕망의 분노 - 제로 추

### 쟁점들
- 페미니즘의 반격 - 마리 페렌느 외 1명
- 이카루스 (아멜리아 이후) - 마가렛 살몬
- 섬이없는지도 - 김성은
- 프리즘 - 로진 엠바캄 외 2명
- 강력한 여성 지도자 - 토스카 루비
- 테스트 패턴 - 샤타라 미쉘 포드

### 특별상영
- 에펠 - 마르탱 부르불롱

### 배리어프리 상영
- 남매의 여름밤 - 윤단비

### 다큐멘터리 옥랑문화상
- 장기자랑 - 이소현
- 무브@8PM - 정가원
- 발견
- 같은 속옷을 입는 두 여자 - 김세인
- 사랑의 고고학 - 이완민
- 베이비시터 - 모니아 초크리
- 카라히타 - 실비나 슈니처 외 1명
- 더 덴 - 베아트리체 발다치
- 비밀의 언덕 - 이지은
- 제트 래그 - 정루신위안
- 투 킬 더 비스트 - 아구스티나 산 마틴
- 마블러스 앤드 더 블랙 홀 - 케이트 창
- 히라이테 - 린 슈토
- 가단빌라 - 이효진
- 워터 오브 파스타사 - 이네스 T. 앨브스
- 페미니스트 콜렉티브: 여성영화/사
- 어쩌다 10년 - 이순학 외 1명
- 큰소리로 같이 - 안미영 외 1명
- 할리우드의 아이다 루피노 - 줄리아 쿠퍼버그 외 1명
- 마치 전쟁 같은 - 디파 단라즈
- 몰카린 (하녀들) - 유간타
- 수데샤 - 유간타
- 탐바쿠 차킬라 오브 알리(담배 불씨) - 유간타
- 이건 그냥 이야기인가 - 유간타
- 벨 훅스: 문화비평과 변혁 - 섯 잘리
- 필름X젠더
- 무브 포워드 - 김나연
- 엄마 극혐 - 이혜지
- 지금 여기 풍경
- 경아의 딸 - 김정은
- 오마주 - 신수원
- 왕십리 김종분 - 김진열
- 미싱타는 여자들 - 이혁래 외 1명
- 수프와 이데올로기 - 양영희
- 배우 고(故) 강수연 추모 상영
- 아제 아제 바라아제 - 임권택
- 예리한 순간들
- 푸른 강은 흘러라 - 강미자
- 드라마 스페셜 - 연우의 여름 - 이나정
- 춘몽 - 장률
- 최악의 하루 - 김종관
- 미나리 - 정이삭
- 화양연화 - 왕가위
- 기린과 아프리카 - 김민숙
- 봄에 피어나다 - 정지연
- 백년해로외전 - 강진아
- 달세계 여행 - 이종필
- 망각을 기억하기
- 소요산 - 김진아
- 동두천 - 김진아
- 엘리의 눈 - 차재민
- 사운드 가든 - 차재민
- 복원
- 올리비아 - 재클린 오드리
- 연애편지 - 다나카 키누요
- 삼비장가 - 사라 말도로
- 리옹으로의 여행 - 클라우디아 폰 알레만
- 수잰, 수잰 - 카밀 빌롭스 외 1명
- 여학교 - 미 미 리
- 아리랑의 노래 - 오키나와의 증언 - 박수남
- 두 소녀가 사랑에 빠진 믿을 수 없는 진짜 이야기 - 마리아 매겐티
- 떠도는 삶 - 나탁요
- 지금, 이대로가 좋아요 - 부지영